# Erich Schönhardt

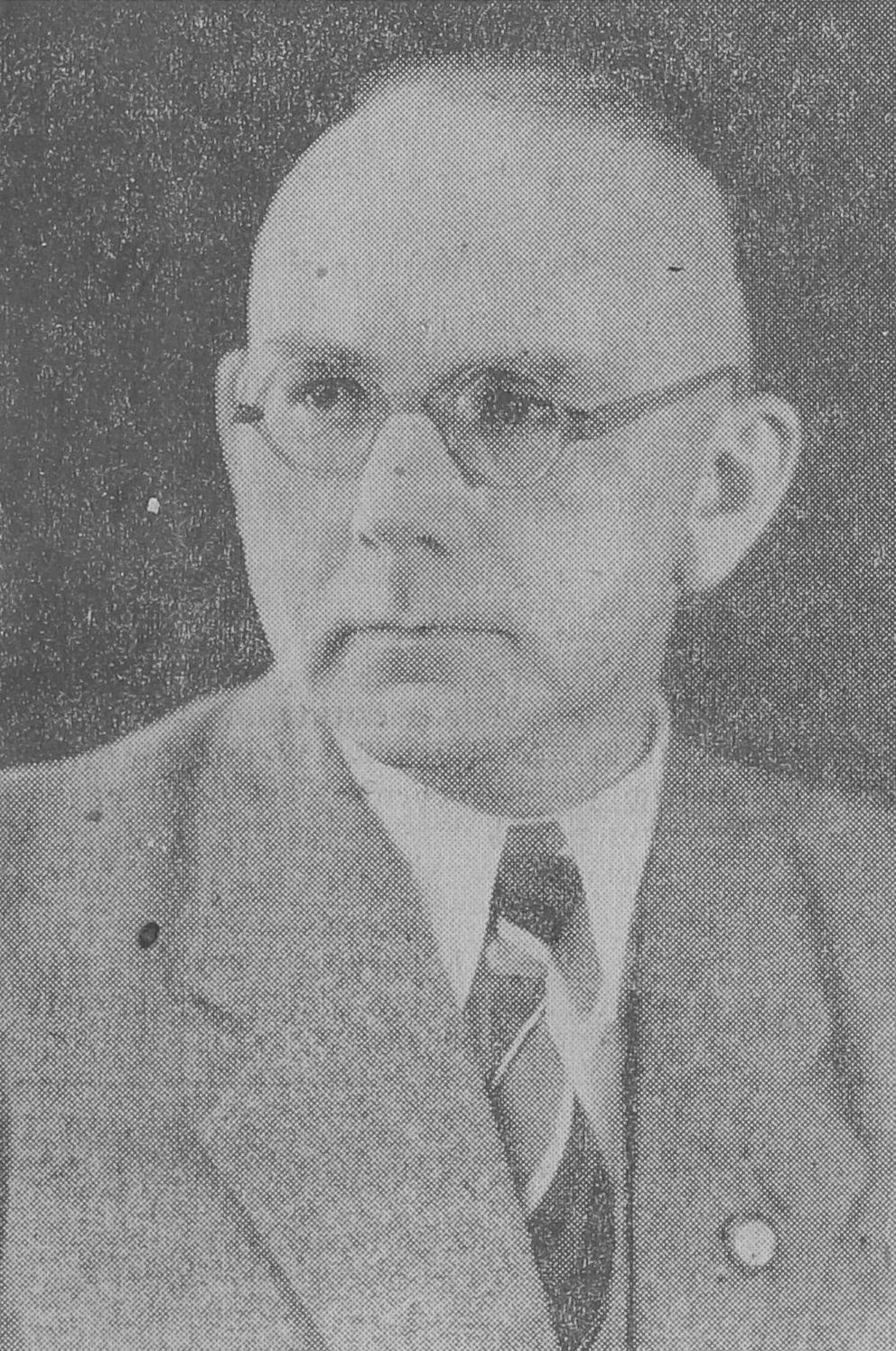
Erich Schönhardt, um 1938

Erich Schönhardt im Couleur seiner Burschenschaft Alemannia Stuttgart.

Das Schönhardt-Polyeder

Erich Schönhardt (* 15. Juni 1891 in Stuttgart; † 20. November 1979 ebenda) war ein deutscher Mathematiker. Bekanntheit erlangte er durch die Entdeckung des Schönhardt-Polyeders, des einfachsten nicht-konvexen Polyeders, das nicht ohne die Einfügung zusätzlicher Ecken in Tetraeder zerlegt werden kann. 

## Leben
Schönhardt war ein Sohn des Verwaltungsdirektors Reinhold Schönhardt (1858–1930) und dessen Frau Maria Pauline, geb. Fritz. Er studierte an der Universität Stuttgart und wurde an der Eberhard Karls Universität Tübingen 1920 promoviert. Seine Dissertation verfasste er über Schottky-Gruppen bei Ludwig Maurer. 1923 habilitierte er an der Universität Tübingen und war dort ab 1927 nichtbeamteter, außerordentlicher Professor. Während seiner Studienzeit wurde er 1909 Mitglied der Burschenschaft Alemannia Stuttgart.
In den 1930ern war er Dozentenführer in Tübingen. In diese Zeit fällt die Versetzung des Mathematikers Erich Kamke in den Ruhestand, da dieser eine jüdische Frau geheiratet hatte. 1933 war Schönhardt der NSDAP beigetreten.
An der Universität Stuttgart war er ab 1936 ordentlicher Professor und von 1939 bis 1942 Rektor der Universität. Nach 1945 wurde Schönhardt aufgrund seiner NS-Vergangenheit entlassen. Er starb 1979 in seiner Heimatstadt Stuttgart und fand seine letzte Ruhestätte auf dem dortigen Fangelsbachfriedhof.

## Werke
- Über die Schottkysche Gruppe im hyperelliptischen Falle, 1920
- Über die Zerlegung von Dreieckspolyedern in Tetraeder, 1927